# Бистра (Живецький повіт)
Бистра (пол. Bystra) — село в Польщі, у гміні Радзехови-Вепш Живецького повіту Сілезького воєводства.
Населення — 949 осіб (2011).
У 1975-1998 роках село належало до Бельського воєводства.

## Демографія
Демографічна структура станом на 31 березня 2011 року:
|          | Загалом | Допрацездатний вік | Працездатний вік | Постпрацездатний вік |
| -------- | ------- | ------------------ | ---------------- | -------------------- |
| Чоловіки | 469     | 104                | 322              | 43                   |
| Жінки    | 480     | 92                 | 292              | 96                   |
| Разом    | 949     | 196                | 614              | 139                  |